# ナトリウムチャネル
ナトリウムチャネル（英: sodium channel）はイオンチャネルを形成する膜タンパク質で、ナトリウムイオン（Na+）の細胞膜の透過を担う。カチオンチャネルスーパーファミリーに属する。チャネルを開くトリガーの種類によって、電位依存性チャネル（voltage-gated、膜電位の変化によって開く）とリガンド依存性チャネル（ligand-gated、物質の結合によって開く）に分類される。
神経細胞、筋細胞、特定のグリア細胞などの興奮性細胞では、ナトリウムチャネルは活動電位の上昇相（rising phase）を担う。これらのチャネルには静止（resting）、活性（active）、不活性（inactive）の3つの状態が存在する。静止状態と不活性状態のチャネルはともにイオンを通過させないが、これらの状態のコンフォメーションには差異が存在する。

## 電位依存性ナトリウムチャネル

### 構造

電位依存性ナトリウムチャネルのαサブユニットの模式図。G: グリコシル化部位、P: リン酸化部位、S: イオン選択性を担う部位、I: 不活性化を担う部位。膜貫通セグメント4の正電荷（+）は膜電位の検知に重要である。

ナトリウムチャネルは大きなαサブユニットと、そこに結合するサブユニット（βサブユニットなど）から構成される。αサブユニットはチャネルのコアを形成し、それ単独でも機能を有する。つまり、細胞でαサブユニットが発現されたときには、βサブユニットや他の調節タンパク質が発現していなくとも、電位依存的なNa+透過を行うチャネルを形成することができる。補助タンパク質が組み込まれた場合には、形成された複合体はαサブユニット単独のものとは異なる電位依存性や細胞内局在を示す。
αサブユニットはIからIVの4つのリピートドメインを持ち、そのそれぞれがS1からS6という膜貫通セグメントを持っている。高度に保存されたS4セグメントはチャネルの電位センサーとして機能する。このチャネルによる電位の検知は、2つおきに位置する正に帯電したアミノ酸によって行われている。膜電位の変化によって刺激されると、このセグメントは細胞膜の細胞外側へ向かって移動し、イオンはチャネルを透過できるようになる。イオンが通過するポアは2つの領域に分けられる。ポアの細胞外側の部分は、各ドメインのS5とS6の間の「Pループ」によって形成される。この領域がポアの最も狭い部分を構成しており、イオンの選択性を担う。ポアの細胞質側の部分は4つのドメインのS5とS6セグメントの組み合わせによって形成される。ドメインIIIとIVをつなぐ領域もチャネルの機能に重要である。この領域は持続的な活性化の後にチャネルに栓をすることで、チャネルの不活性化を行う。

### 開口
電位依存性ナトリウムチャネルのコンフォメーションには、閉じた状態（closed）、開いた状態（open）、不活性状態（inactivated）という3つの主要な状態が存在する。閉じた状態から開いた状態への移行は活性化（activation）、その逆は脱活性化（deactivation）、開いた状態から不活性状態への移行は不活性化（inactivation）、その逆は再活性化（reactivation）、不活性状態から閉じた状態への移行は不活性状態からの回復または脱不活性化（recovery from inactivation/deinactivation）、その逆は閉鎖状態不活性化（closed-state inactivation）と呼ばれる。閉じた状態と不活性状態のチャネルはイオンを透過させない。
活動電位が発生する前の軸索膜は静止膜電位の状態にあり、ナトリウムチャネルは閉じた状態で、ポアの細胞外側は活性化ゲート（activation gate）によってブロックされている。ヒトの神経細胞では、膜電位が-55 mV程度まで上昇すると活性化ゲートが開き、Na+がチャネルを通って神経細胞内に流入し、膜電位のさらなる上昇が引き起こされる。膜電位は静止状態の負の値からゼロを超えて上昇し（静止電位の-70 mVから最大で+30 mVまで）、このことは脱分極と呼ばれる。この電位上昇が、活動電位の上昇相を構成する。
十分な量のNa+が神経細胞に進入し膜電位が十分に高くなると、ナトリウムチャネルは不活性化ゲート（inactivation gate）を閉じることで自身を不活性化する。不活性化ゲートは、αサブユニットのドメインIIIとIVをつなぐ細胞内の領域が「プラグ」のように機能することで開閉が行われていると考えられている。不活性化ゲートが閉じるとNa+の流れが止まり、膜電位の上昇は止まってチャネルは不活性化状態となる。ナトリウムチャネルが膜電位に寄与しなくなるため、膜電位は静止電位へ向かって低下し、神経細胞は再分極し、その後過分極状態となる。この電位低下は活動電位の下降相（falling phase）を構成する。
膜電位が十分低くなると、不活性化ゲートが再び開き、活性化ゲートは閉じる。この過程は脱不活性化と呼ばれ、再びチャネルが活動電位の生成過程に加わる準備が整う。
自身の不活性化が行われないイオンチャネルでは、持続的な活性化状態（persistently activeまたはtonically activeと呼ばれる）となる。一部のイオンチャネルは元来このような持続的活性化を行う性質を有するが、遺伝的変異によってそれ以外のチャネルで持続的活性化が起こるようになると、特定種の神経細胞での過剰な活性化が引き起こされ、疾患の原因となる。ナトリウムチャネルの不活性化を妨げるような変異は、window current（窓電流、ウィンドウ電流）による筋肉や神経細胞の過剰な活性化を引き起こし、心血管疾患やてんかん発作に寄与する。

#### ゲートのモデリング
ナトリウムチャネルの一過的振る舞いはマルコフ過程またはホジキン-ハクスリーモデルによってモデリングを行うことができる。前者では個々のチャネルは異なる状態を占め、状態間の移行は微分方程式で記述される。後者では、チャネルは複数の独立したゲート変数の影響を受ける集団として扱われる。各変数は0（完全にイオンを透過させない状態）から1（完全にイオンを透過させる状態）までの値を取り、変数の積によって伝導性を有するチャネルの割合が得られる。

### 他のイオンの透過性
ナトリウムチャネルのポアには負に帯電したアミノ酸残基からなる選択性フィルターが存在し、これらの残基は正に帯電したNa+イオンを引き寄せるとともに、Cl-イオンなどの負に帯電したイオンを排除する。その後、カチオンはポアのさらに径が小さい領域へと流れ込む。径が最も小さい領域では、ポアは0.3から0.5 nmで、水分子を伴った1つのNa+イオンがちょうど通過できるだけの幅である。より大きなサイズであるK+イオンはこの領域を通過することができない。またサイズが異なるイオンは、ポアに並んだ負に帯電したグルタミン酸残基との間でNa+イオンと同様の相互作用を形成することもできず、透過は起こらない。

### 多様性
電位依存性ナトリウムチャネルは、通常イオン透過性ポアを形成するαサブユニットに、チャネルのゲート機能の調節などいくつかの機能を持つβサブユニットが1つか2つ結合した構成をしている。

#### αサブユニット

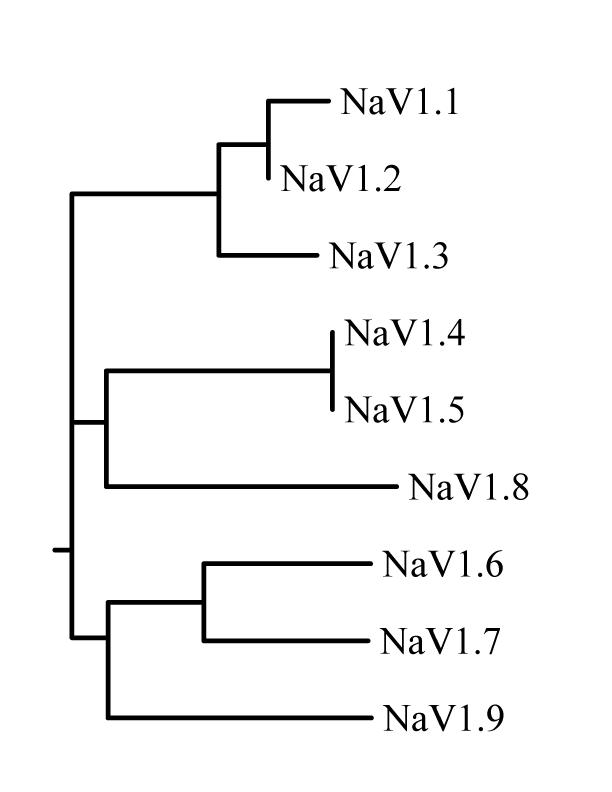
図1. 既知のヒトのナトリウムチャネル9つの進化的関係

ナトリウムチャネルファミリーには既知のメンバーが9つ存在し、膜貫通領域と細胞外ループ領域のアミノ酸同一性は50%以上である。ナトリウムチャネルの標準的命名法はIUPHARによって定められ、管理されている。
これらのチャネルタンパク質は、Nav1.1からNav1.9と名付けられている。遺伝子名はSCN1AからSCN11A（SCN6A/7A遺伝子は機能未知のNaxサブファミリーメンバー）である。アミノ酸の類似性に基づくチャネル間の進化的関係が図1に示されている。ナトリウムチャネルは配列の差異だけでなく、速度論や発現プロファイルに基づいて分類することもできる。そのデータの一部は下の表1にまとめられている。
| タンパク質 | 遺伝子 | 発現プロファイル                                                     | 関連するヒトのチャネロパチー |
| ---------- | ------ | -------------------------------------------------------------------- | --- |
| Nav1.1     | SCN1A  | 中枢神経細胞、（末梢神経細胞）、心筋細胞                             | 発熱性てんかん、全般てんかん熱性けいれんプラス（GEFS+）、ドラベ症候群（乳児重症ミオクロニーてんかん（SMEI））、境界型SMEI（SMEB）、ウエスト症候群、ドーゼ症候群（ミオクロニー脱力発作を伴うてんかん）、intractable childhood epilepsy with generalized tonic-clonic seizures（ICEGTC）、Panayiotopoulos症候群、家族性片麻痺性片頭痛、家族性自閉症、 ラスムッセン脳炎、レノックス・ガストー症候群 |
| Nav1.2     | SCN2A  | 中枢神経細胞、末梢神経細胞                                           | 家族性熱性痙攣、てんかん、自閉症スペクトラム障害 |
| Nav1.3     | SCN3A  | 中枢神経細胞、末梢神経細胞、心筋細胞                                 | てんかん、痛覚 |
| Nav1.4     | SCN4A  | 骨格筋                                                               | 高カリウム性周期性四肢麻痺、先天性パラミオトニア、カリウム惹起性ミオトニー |
| Nav1.5     | SCN5A  | 心筋細胞、神経支配されていない骨格筋、胃腸の平滑筋、カハール介在細胞 | 心臓: QT延長症候群3型、ブルガダ症候群、進行性心臓伝導障害、家族性心房細動、特発性心室細動 胃腸: 過敏性腸症候群 |
| Nav1.6     | SCN8A  | 中枢神経細胞、後根神経節、末梢神経細胞、心臓、グリア細胞             | てんかん |
| Nav1.7     | SCN9A  | 後根神経節、交感神経細胞、シュワン細胞、神経内分泌細胞               | 肢端紅痛症、発作性激痛症、チャネロパチー関連無痛症、重症線維筋痛症 |
| Nav1.8     | SCN10A | 後根神経節                                                           | 痛覚、精神神経疾患 |
| Nav1.9     | SCN11A | 後根神経節                                                           | 痛覚 |
| Nax        | SCN7A  | 心臓、子宮、骨格筋、アストロサイト、後根神経節                       | 未知 |

#### βサブユニット
ナトリウムチャネルのβサブユニットは、細胞外のN末端と細胞質側のC末端を持つ1型膜貫通糖タンパク質である。免疫グロブリン（Ig）スーパーファミリーのメンバーであり、細胞外領域に典型的なVセットIgループを含んでいる。ナトリウムチャネルのβサブユニットは、カルシウムチャネルやカリウムチャネルのβサブユニットとの相同性は見られない。その代わり、NCAMやL1ファミリーの細胞接着分子と相同である。βサブユニットは、発見順にSCN1B、SCN2B、SCN3B、SCN4Bと名付けられた4つの種類が存在する（表2）。β1とβ3は非共有結合的にαサブユニットと結合するが、β2とβ4はジスルフィド結合を形成する。

#### 細胞接着分子としてのβサブユニット
チャネルのゲートの調節機能に加えて、ナトリウムイオンのβサブユニットはチャネルの発現の調節や、アンキリンやスペクトリンを介した細胞骨格との連結の形成も行う。電位依存性ナトリウムチャネルは、FHF（FGF相同因子）、カルモジュリン、細胞骨格やその調節キナーゼなど、さまざまな他のタンパク質と複合体を形成し、チャネルの発現や機能に影響を与える。βサブユニットの一部は細胞外マトリックスの分子とも相互作用する。F3やF11の名でも知られるコンタクチンは、β1と結合することが共免疫沈降によって示されている。テネイシンCとテネイシンRのフィブロネクチン様リピートはβ2に結合するが、上皮成長因子（EGF）様リピートはβ2と反発する。ADAM10はβ2の細胞外ドメインを切断し、おそらく神経突起の伸長を誘導する。β3とβ1は、成長中の神経細胞のランヴィエ絞輪のニューロファシンに結合する。
| タンパク質 | 遺伝子 | 結合                             | 発現プロファイル                                     | 関連するヒトのチャネロパチー      |
| ---------- | ------ | -------------------------------- | ---------------------------------------------------- | --------------------------------- |
| Navβ1      | SCN1B  | Nav1.1からNav1.7                 | 中枢神経細胞、末梢神経細胞、骨格筋、心臓、グリア細胞 | てんかん（GEFS+）、ブルガダ症候群 |
| Navβ2      | SCN2B  | Nav1.1、Nav1.2、Nav1.5からNav1.7 | 中枢神経細胞、末梢神経細胞、心臓、グリア細胞         | ブルガダ症候群                    |
| Navβ3      | SCN3B  | Nav1.1からNav1.3、Nav1.5         | 中枢神経細胞、副腎、腎臓、末梢神経細胞               | ブルガダ症候群                    |
| Navβ4      | SCN4B  | Nav1.1、Nav1.2、Nav1.5           | 心臓、骨格筋、中枢神経細胞、末梢神経細胞             | 未知                              |

## リガンド依存性ナトリウムチャネル
リガンド依存性ナトリウムチャネルは、膜電位の変化の代わりにリガンドの結合によって活性化される。
リガンド依存性ナトリウムチャネルの例としては神経筋接合部のニコチン性アセチルコリン受容体があり、リガンドはアセチルコリンである。このタイプのチャネルの大部分は、ナトリウムとともにカリウムもある程度透過させる。

## 活動電位における役割
電位依存性ナトリウムチャネルは活動電位に重要な役割を果たす。細胞膜電位に変化が生じたときに十分な数のチャネルが開くと、少数ではあるものの大きな影響を与えるだけの量のNa+が電気化学勾配に従って細胞内に流入し、細胞をさらに脱分極させる。そのため、細胞膜の特定の領域に局在しているナトリウムチャネルが多いほど、その領域では活動電位は速く伝播し、より興奮しやすくなる。これはポジティブフィードバックの一例である。ナトリウムチャネルには閉じた不活性状態が存在するため不応期が生じるが、このことは活動電位が軸索を下って伝播していくために重要である。
ナトリウムチャネルはカリウムチャネルよりも迅速に開閉を行うため、活動電位の開始段階では正電荷（Na+）の流入が起こり、終盤では正電荷（K+）の流出が起こる。
一方、リガンド依存性ナトリウムチャネルでは、リガンドの結合に応答して膜電位変化が一から作り出される。

## 薬理学的な調節

### 活性化
次に挙げる天然物はナトリウムチャネルを常に開いた（活性化）状態にする。
- アルカロイドベースの毒素
  - アコニチン
  - バトラコトキシン
  - ブレベトキシン
  - シガトキシン
  - デルフィニン（英語版）
  - グラヤノトキシンの一部（グラヤノトキシンIなど）（他のグラヤノトキシンはナトリウムチャネルを不活性化したり閉じたりする）
  - ベラトリジン

### ゲート機能の変化（Gating modifiers）
次に挙げる毒素はナトリウムチャネルのゲート機能を変化させる
- ペプチドベースの毒素
  - μ-コノトキシン
  - δ-アトラコトキシン（英語版）[22]
  - サソリ毒[23]

## pHによる調節
運動、虚血性心疾患、虚血性脳卒中、コカインの摂取などの生理学的・病態生理学的条件によって、血液や組織のpHは変化する。pHの変化は、ナトリウムチャネルに変異を有する患者にelectrical diseases（電気的シグナル伝達の異常による疾患）を引き起こす。プロトンはナトリウムチャネルのゲート機能にさまざまな変化を引き起こすが、一般的には一過的なナトリウム電流の強度を低下させ、持続的なナトリウム電流を引き起こすような、不活性化が起こらないチャネルの割合を増加させる。このような影響は神経、骨格筋、そして心臓組織で疾患を引き起こす変異で共通してみられる現象である。ナトリウムチャネルのプロトン感受性をより高めるような変異体ではさらに強い影響がみられる可能性があり、プロトンがelectrical diseaseの急性症状の引き金となっていることが示唆される。

### プロトンによる遮蔽の分子機構
心筋細胞由来の1分子のチャネルからのデータは、プロトンが個々のナトリウムチャネルのコンダクタンスを低下させることを示している。ナトリウムチャネルの選択性フィルターは、4つの機能ドメインのポアループ（pore-loop）からそれぞれ1残基ずつが参加することで構成されている。この選択性フィルターを形成する4残基はDEKAモチーフとして知られている。ナトリウムチャネルの透過率は、outer charged ring（チャネルの細胞外側で荷電残基が環状に配置された領域）を構成する4つのカルボン酸残基、EEDDモチーフによって決定されている。これらのカルボン酸のプロトン化はナトリウムチャネルのプロトンによる遮蔽の主要な駆動因子の1つであるが、他の残基もpH感受性に寄与している。そのような残基の例としては主に心臓で発現するナトリウムチャネルNav1.5のC373があり、このチャネルはこれまで研究されたナトリウムチャネルの中で最もpH感受性が高いものである。

### pHによるゲート機能の調節
心臓のナトリウムチャネルNav1.5は最もpH感受性の高いナトリウムチャネルであり、知見の大部分はこのチャネルに基づいている。細胞外のpHの低下は活性化と不活性化の電位依存性を脱分極側へシフトさせる。そのため運動など血液のpHが低下する活動の間は、チャネルの活性化と不活性化がより正電位側で起こる可能性が高くなり、その悪影響が生じる可能性がある。骨格筋線維で発現しているナトリウムチャネルNav1.4は、比較的pH感受性が低くなる方向へ進化している。運動中の血液のpHレベルは極めて変動しやすいものの、骨格筋ではこのような過剰または過小な興奮に対する保護機構が存在していることが示唆される。近年、骨格筋ナトリウムチャネルNav1.4の変異には周期的な麻痺と筋強直を引き起こすものがあり、この変異では本来はpH感受性を持たないチャネルに感受性が付与され、心臓型のサブタイプと似たゲート機構となっていることが示されている。

### サブタイプ間でのpHによる調節の比較
プロトン化の影響はNav1.1からNav1.5で特徴づけが行われている。これらのチャネルのうち、Nav1.1からNav1.3、Nav1.5はアシドーシスによって活性化の電位依存性が脱分極側へ変化するが、Nav1.4は非感受性である。定常状態での速い不活性化（fast inactivation）の電位依存性はNav1.1からNav1.4ではpHによる変化は起こらないが、Nav1.5では脱分極側へのシフトがみられる。したがって、これまで研究が行われているナトリウムチャネルの中では、Nav1.5が最もプロトン感受性が高く、Nav1.4が最も感受性が低いサブタイプである。

## 進化
電位依存性ナトリウムチャネルは、現存する生物種の中で最も動物に近縁な単細胞生物であるとされる襟鞭毛虫のメンバーにも存在する。このことから、ナトリウムチャネルは動物界で中核的な役割を果たす多くのタンパク質の1つであるものの、多細胞性を獲得する以前に進化したものであると考えられる。4つのドメインからなる動物型の電位依存性ナトリウムチャネルは、単一サブユニットからなるイオンチャネル、おそらくカリウムイオンを透過するチャネルから、2度の重複を経て進化したと考えられる。このモデルは4つのドメインのうちIとIII、IIとIVの類似性がより高いことから支持され、1度目の重複によって誕生した2ドメインからなる中間体は2つのドメイン間に十分な差異が生じるほど長期間存在したことが示唆される。2度目の重複の結果、2つの類似したセットからなる4ドメインのチャネルが形成された。この4ドメインからなるチャネルは主にカルシウムを透過するものであったと考えられており、ナトリウムに対する選択性はその後に細菌型ナトリウムチャネルとは独立して獲得されたと考えられている。無脊椎動物からの多様化の後、脊椎動物の系統では2度の全ゲノム重複によって4つのナトリウムチャネルの遺伝子パラログが生じ、それらのすべてが保存されている。真骨類と四肢動物の分化の後、真骨類では3度目の全ゲノム重複が生じたようであり、現代の魚類の多くは8つのナトリウムチャネルのパラログを発現している。現代の哺乳類の10個のパラログは、四肢動物の共通祖先に存在した4つのパラログのうちの2つが平行型または入れ子型の遺伝子重複を繰り返した結果生じたと考えられている。